# (100897) Piatra Neamt
(100897) Piatra Neamt es un asteroide perteneciente al cinturón de asteroides, región del sistema solar que se encuentra entre las órbitas de Marte y Júpiter, descubierto el 5 de mayo de 1998 por Luciano Tesi y el también astrónomo Alfredo Caronia desde el Observatorio Astronómico de las Montañas de Pistoia, Toscana, Italia.

## Designación y nombre
Designado provisionalmente como 1998 JW3. Fue nombrado Piatra Neamt en homenaje a Piatra Neamt, capital del condado de Neamt en la región de Moldavia, en el este de Rumanía. La ciudad es la residencia actual de Alfredo Caronia. Las ruinas de una gran ciudad dacia, Petrodava, mencionada por Ptolomeo en su Geografía, están situadas cerca de Piatra Neamt.

## Características orbitales
Piatra Neamt está situado a una distancia media del Sol de 2,173 ua, pudiendo alejarse hasta 2,520 ua y acercarse hasta 1,827 ua. Su excentricidad es 0,159 y la inclinación orbital 1,467 grados. Emplea 1170,63 días en completar una órbita alrededor del Sol.

## Características físicas
La magnitud absoluta de Piatra Neamt es 16,6. 